# 전북특별자치도교육청

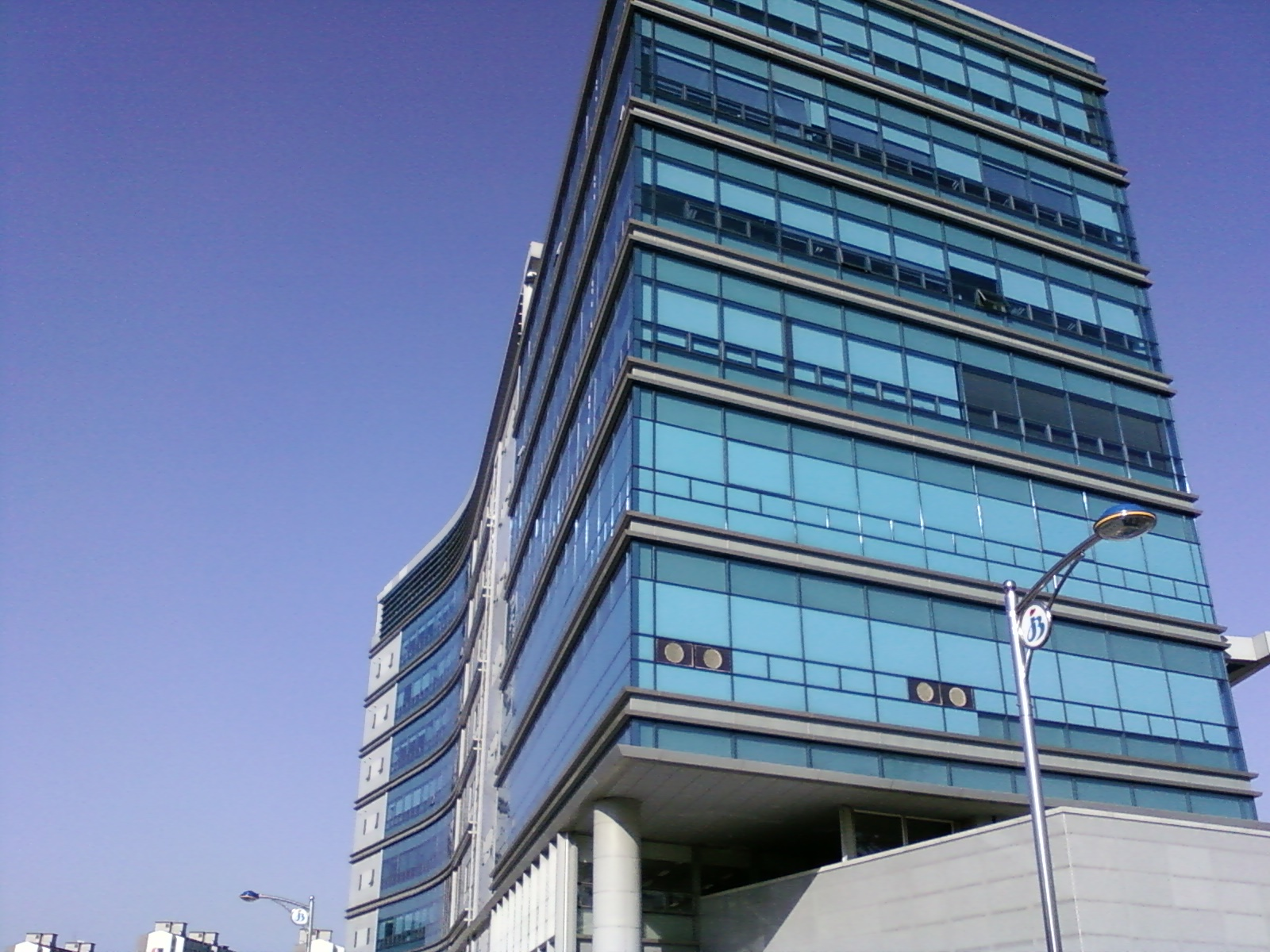
전북특별자치도교육청 청사

2024년 1월까지 사용된 전라북도교육청 시절의 로고

전북특별자치도교육청(全北特別自治道敎育廳, Jeonbuk State Office of Education)은 대한민국 전북특별자치도 전주시 완산구에 위치한 전북특별자치도의 교육에 관한 사무를 담당하는 지방교육행정기관이다.

## 개요
- 주소: 전북특별자치도 전주시 완산구 홍산로 111

## 연혁
- 1952년: 전라북도교육위원회 설치.
- 1962년: 전라북도교육위원회 폐지. 소관 사무는 전라북도청 교육국으로 이관.
- 1964년: 전라북도교육위원회 설치.
- 1991년: 전라북도교육청으로 개편.
- 2024년: 전북특별자치도교육청으로 개편.

## 조직
| 국                     | 담당관실·과                                                                                   |
| 교육감 산하 하부조직   | 교육감 산하 하부조직                                                                          |
| ---------------------- | --------------------------------------------------------------------------------------------- |
|                        | - 대변인실                                                                                    |
| 부교육감 산하 하부조직 |                                                                                               |
|                        | - 감사관실 - 전북교육인권센터                                                                 |
| 정책국                 | - 정책기획과 - 미래교육과 - 학교안전과 - 예산과 - 교육협력과                                  |
| 교육국                 | - 중등교육과 - 유초등특수교육과 - 교원인사과 - 문예체건강과 - 창의인재교육과 - 민주시민교육과 |
| 행정국                 | - 총무과 - 행정과 - 재무과 - 노사협력과 - 시설과                                              |

### 13개 직속기관[1]
- 전북특별자치도교육청교육연수원
- 전북특별자치도교육청과학교육원
- 전북특별자치도교육청미래교육연구원
- 전주교육문화회관
- 군산교육문화회관
- 익산교육문화회관
- 남원교육문화회관
- 김제교육문화회관
- 부안교육문화회관
- 전북특별자치도교육청학생수련원
- 전북특별자치도교육청학생해양수련원
- 전북특별자치도교육청유아교육진흥원
- 전북특별자치도교육청교직원수련원

### 14개 교육지원청[2]
- 전북특별자치도전주교육지원청
- 전북특별자치도익산교육지원청
- 전북특별자치도군산교육지원청
- 전북특별자치도정읍교육지원청
- 전북특별자치도남원교육지원청
- 전북특별자치도김제교육지원청
- 전북특별자치도완주교육지원청
- 전북특별자치도진안교육지원청
- 전북특별자치도무주교육지원청
- 전북특별자치도장수교육지원청
- 전북특별자치도임실교육지원청
- 전북특별자치도순창교육지원청
- 전북특별자치도고창교육지원청
- 전북특별자치도부안교육지원청

## 같이 보기
- 전북특별자치도교육감
- 대한민국 교육부
- 전북특별자치도
- 전북특별자치도청